# Fokker F.10
Dimensions
Le Fokker F.10 est un avion de transport de passagers. Il sert également d'avion de transport militaire dans l'USAAF où il est désigné comme C-5 et C-7. Un unique exemplaire est commandé comme bombardier léger, sous la désignation XLB-2.

## Historique
Cet avion est dérivé du trimoteur Fokker F.VII.